# جيم دودال
جيم دودال (بالإنجليزية: Jim Dowdall)‏ هو لاعب كرة قدم أسترالية أسترالي، ولد في 8 أغسطس 1867 في ساوث ملبورن في أستراليا، وتوفي في 29 أبريل 1945 في Parkville, Victoria ‏ في أستراليا.

## وصلات خارجية
- جيم دودال على موقع AustralianFootball.com (الإنجليزية)
- جيم دودال على موقع AFLtables.com (الإنجليزية)